# Karen Behrens
Karen Elizabeth Behrens Navarrete es una abogada y política chilena, militante del Partido Socialista de Chile (PS). Desde el 11 de marzo de 2022 se desempeña como Delegada Presidencial Regional de la Región de Antofagasta, actuando bajo el gobierno del presidente Gabriel Boric.

## Biografía
Nacida en Arica, donde vivió sus primeros años. Posteriormente se traslada a Antofagasta, específicamente la población Bonilla, donde reside hasta el día de hoy.
Realizó sus estudios básicos en la Escuela Grecia y sus estudios medios en el Liceo B-13. Egresó de derecho en la Universidad de Antofagasta, donde se desempeñó posteriormente como abogada de la Contraloría Interna y jefa del Departamento de Abastecimiento.
Es casada y madre de 3 hijas.

## Carrera laboral
Ha ejercido como abogada en el sector público, siendo asesora jurídica del Servicio Nacional del Consumidor (SERNAC) en la Región de Antofagasta y directora de control de la Municipalidad de Sierra Gorda durante la gestión de José Agustín Guerrero Venegas.

## Vida política
Militante del Partido Socialista de Chile. El 28 de febrero de 2022 fue anunciada por el presidente electo, Gabriel Boric, como Delegada Presidencial Regional de Antofagasta, asumiendo la función el 11 de marzo del mismo año, transformándose en la primera mujer en ejercer el cargo desde su creación en 2021.